# آرتور پونتک
آرتور پونتک (لهستانی: Artur Pontek؛ زادهٔ ۱۰ مه ۱۹۷۵) بازیگر اهل لهستان است. 
از فیلم‌ها یا مجموعه‌های تلویزیونی که وی در آن‌ها نقش داشته است، می‌توان به پدر متیو و یک‌راست به دل اشاره نمود.